# Pári, Tolna
Pári  este un sat în districtul Tamás, județul Tolna, Ungaria, având o populație de 685 de locuitori (2011). 

## Demografie
Componența etnică a satului Pári
     Maghiari (62,25%)
     Romi (18,73%)
     Germani (18,73%)
     Necunoscut (0,3%)
     Alții (0,3%)
Componența confesională a satului Pári
     Romano-catolici (76,64%)
     Fără religie (7,59%)
     Atei (1,31%)
     Reformați (1,17%)
     Necunoscută (13,28%)
Conform recensământului din 2011, satul Pári avea 685 de locuitori. Din punct de vedere etnic, majoritatea locuitorilor (62,25%) erau maghiari, existând și minorități de germani (18,73%) și romi (18,73%). Apartenența etnică nu este cunoscută în cazul a 0,3% din locuitori.  Din punct de vedere confesional, majoritatea locuitorilor (76,64%) erau romano-catolici, existând și minorități de persoane fără religie (7,59%), atei (1,31%) și reformați (1,17%). Pentru 13,28% din locuitori nu este cunoscută apartenența confesională.